# Staatsstreich in den Seychellen 1977

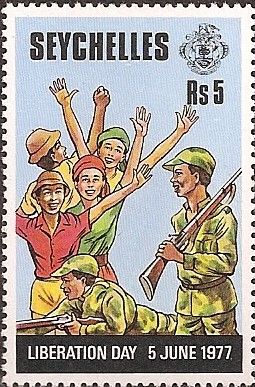
Briefmarke zum Befreiungstag

Der Staatsstreich auf den Seychellen von 1977 (französisch Coup d'État de 1977 aux Seychelles, en.: 1977 Seychelles coup d’état) war ein nahezu unblutiger Putsch, der am 4. und 5. Juni 1977 in dem ostafrikanischen Inselstaat Seychellen im Indischen Ozean stattfand. Zwischen 60 und 200 Unterstützer der Volkspartei (SPUP, Parti Lepep, PL), der in Tansania Training erhalten hatte, stürzte den Präsidenten Sir James Mancham von der Parti démocratique seychellois (Seychelles Democratic Party, SDP), während dieser am Treffen der Regierungschefs des Commonwealth in London teilnahm.

## Ablauf
Die Aufständischen übernahmen die Kontrolle über strategische Punkte auf der Hauptinsel Mahé mit der Hauptstadt Victoria. Die zentrale Polizeistation wurde „praktisch ohne einen einzigen Schuss“ („virtually without a shot being fired“) eingenommen. Dagegen kam es auf der Polizeistation Mont Fleuri, wo das Waffenlager untergebracht war, zu einem Schusswechsel. Bei den Kämpfen wurden ein Polizist und einer der Aufständischen getötet.
Die Verschwörer verhafteten sechs Offiziere der britischen Streitkräfte, welche die Polizei der Seychellen seit 1976 beraten hatten, als diese ihre Unabhängigkeit vom Vereinigten Königreich erlangten. Die Offiziere und ihre Familien sowie der Vorsitzende Richter des Obersten Gerichtshofs, Aiden O’Brien Quinn, ein Richter aus Irland, der ebenfalls von seiner Regierung ausgeliehen worden war, wurden nach Europa ausgeflogen.

## Nachwirkungen
Der Vorsitzende der SPUP und Premierminister France-Albert René, bestritt, von dem Plan gewusst zu haben, und wurde daraufhin als Präsident vereidigt und bildete eine neue Regierung.
Als die Aufständischen ihn ansprachen, nahm René die Präsidentschaft angeblich unter drei Bedingungen an: Die Sicherheit aller Politiker müsse gewährleistet sein, die internationalen Abkommen müssten in Kraft bleiben (darunter auch das, das den USA die Unterhaltung einer AFSCF-Weltraumstation auf Mahé erlaubte) und für 1978 müssten Wahlen angesetzt werden (die schließlich 1979 abgehalten wurden).
Eine Proklamation der Putschisten vom 13. Juni 1977 setzte die Verfassung außer Kraft und übertrug René die Macht, per Dekret Gesetze zu erlassen. Eine weitere Proklamation vom 28. Juni 1977 hob die Verfassung auf und ersetzte sie durch eine neue, welche das Parlament abschaffte und alle gesetzgebenden Befugnisse dem Präsidenten übertrug. Dieses verfassungswidrige Regime formulierte 1979 eine weitere Verfassung.
René war der einzige Präsidentschaftskandidat bei den Wahlen 1979, 1984 und 1989, die er mit über 90 % der Stimmen gewann.